# Internationaal Verdrag van Hongkong voor het veilig en milieuvriendelijk recyclen van schepen
Het Internationaal Verdrag van Hongkong voor het veilig en milieuvriendelijk recyclen van schepen (Hong Kong International Convention for the Safe and Environmentally Sound Recycling of Ships, HONG KONG CONVENTION, HKC, of Ship Recycling Convention, SRC) is een internationaal verdrag uit 2009 van de Internationale Maritieme Organisatie dat als doel heeft dat schepen die gesloopt worden, geen onnodig risico voor de mens of het milieu vormen. Dit verdrag zou een uitbreiding zijn op de Conventie van Bazel, maar dan specifiek voor het slopen van schepen.
Het werd aangenomen op een conferentie die van 11 tot 15 mei 2019 gehouden werd in Hongkong in China, en is op 25 juni 2025 nog niet in werking getreden.

## Inhoud
Het verdrag van Hongkong heeft als doel de vele problemen rond het recyclen van schepen aan te pakken. Een goed voorbeeld van deze problemen is dat veel schepen gevaarlijke stoffen aan boord hebben op het moment dat ze worden afgebroken. Deze stoffen zijn vaak zware metalen, maar het gaat ook over asbest, ozon gevaarlijke middelen en nog veel meer. Een ander punt waar dit verdrag zich op richt, is de werkomgeving en het milieu van de locaties waar schepen worden gesloopt.
In het verdrag van Hongkong staat gespecificeerd welke stoffen worden beschouwd als gevaarlijke stoffen voor het recyclen van schepen. In de eerste appendix van het verdrag staan alle gevaarlijke stoffen die nooit aan boord zouden mogen komen en ook verboden zijn op de werven waar schepen worden gesloopt. In de tweede appendix staan de stoffen die ook gevaarlijk zijn, maar wel toegelaten worden aan boord en op de werven. In het verdrag wordt er wel een voorwaarde gekoppeld aan het dragen van deze stoffen, namelijk het gebruik van een inventaris. Elk schip zou een inventaris moeten bijhouden waarin de hoeveelheid en de benaming staat van de stoffen uit de tweede appendix die het schip heeft vervoerd. Inspecties en het internationaal certificaat betreffende de inventarisatie van gevaarlijke materialen moeten ervoor zorgen dat deze inventaris correct wordt bijgehouden.
De werven waar de schepen worden gesloopt zouden op hun beurt dan weer een plan moeten kunnen voorleggen waarin staat gestipuleerd hoe ze elk schip met zijn specifieke inventaris van gevaarlijke stoffen zouden behandelen en recyclen. Het plan moet ook de training  en de rol van de verschillende personeelsleden bevatten. Ook de veiligheids- en noodprocedures moeten in dit plan beschreven worden, alsmede procedures voor het milieu te sparen en systemen om deze maatregelen te monitoren en deze data te bewaren. Landen die het verdrag hebben getekend, zouden verantwoordelijk zijn voor het controleren van werven op hun grondgebied. Het verdrag bevat verschillende richtlijnen, die dus niet verplicht zijn, om landen te helpen bij het implementeren van deze maatregelen.
Een andere belangrijke maatregel van het verdrag van Hongkong is dat schepen die varen onder een vlag van een vlaggenstaat die  het verdrag heeft ondertekend, ook moeten worden gesloopt in landen die het verdrag hebben ondertekend. Omgekeerd zouden werven die liggen in staten die het verdrag hebben ondertekend, enkel schepen mogen aanvaarden van vlaggenstaten die deel uitmaken van het verdrag.

## Algemene voorwaarden
Er zijn drie algemene voorwaarden die de IMO stelt voor de inwerkingtreding van het verdrag van Hongkong. Nadat deze voorwaarden vervuld zijn, zal het maximaal 24 maanden duren voordat het verdrag officieel van kracht is. Deze voorwaarden zijn:
1. Niet minder dan 15 staten hebben getekend voor ratificatie.
2. De gecombineerde vloot van deze staten bestaat uit niet minder dan 40% van de bruto tonnenmaat van de internationale koopvaardij.
3. De staten die dit verdrag hebben getekend, moeten de voorafgaande 10 jaar jaarlijks niet minder dan 3% van de bruto tonnenmaat van de gecombineerde vloot van deze staten hebben gerecycleerd.